# Harald Kyrklund

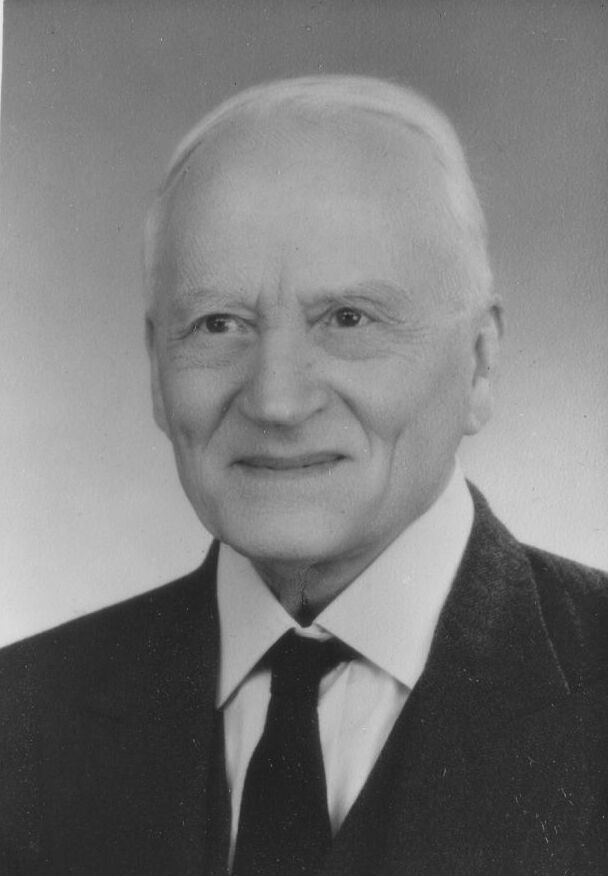
Harald Kyrklund

Harald Kyrklund, född 13 april 1881 i Raumo, död 18 augusti 1965 i Helsingfors, var en finländsk ingenjör och kemist. 
Kyrklund var professor i maskinbyggnad vid Tekniska högskolan i Helsingfors 1917–1949 och förestod professuren i samma ämne vid Åbo Akademi 1929–1932. Han var från 1940 även lärare vid Tekniska läroverket i Helsingfors, där han fortsatte att verka efter pensioneringen. 
Kyrklund medverkade till konstruktionen och tillverkningen av finländska explosionsmotorer av olika slag samt konstruerade även bland annat  lokomobiler, torkar och kylanläggningar. Han utarbetade också inhemska bränslesurrogat, som blev till stor nytta för bil- och flygtrafiken under krigsåren.